# 丸山博
丸山 博（まるやま ひろし、1932年12月5日 - 2019年3月28日）は、プロ野球審判員で元セントラル・リーグ審判部副部長。審判員袖番号は30。

## 来歴・人物
長野県上田市出身。終戦の1945年に旧制上田中学に入学、野球部に入部するも小柄だったためマネージャーを務めた。新制となった上田松尾高校（現在の長野県上田高等学校）を卒業後、長野県高等学校野球連盟を経て1957年セ・リーグ審判部に入局。
以後セ・リーグの中心審判の一人として活躍し、1989年に引退するまでの審判としての通算試合出場数は3515試合を数えたが、日本シリーズ出場は意外と少なく2回（1977年の日本シリーズと1982年の日本シリーズ）、またオールスターには6回出場した。
歴史的な試合にも立会い、1976年10月11日、読売ジャイアンツ対阪神タイガース第23回戦（後楽園球場）にて王貞治（巨人軍）が山本和行（阪神）から8回裏、ベーブ・ルースの通算714本塁打を抜く通算715号本塁打を打ったゲームの球審を務めていた。この際、王が飛び上がって万歳している横でしゃがんでホームランの確認をしている丸山の写真が残っている。なお、当時ヤクルトの監督だった広岡達朗には「巨人贔屓の審判」として名指しで批判を受けてもいる。
引退後は日本プロ野球および台湾で審判指導を行った。台湾では1992年から1994年の間、実際にグラウンドに立ち268試合審判を務めたほか、審判技術指導も行っている。
1999年に日本野球機構審判規則委員に就任し、11年間務めた後、2010年1月31日にて退任した。
2019年3月死去。満86歳没。
女優の丸山ひでみは姪(父の弟)にあたる。